# امامزاده سیدمرتضی (رابر)
امامزاده سیدمرتضی، امامزاده‌ای است در روستای سیدمرتضی از توابع بخش هنزاء شهرستان رابر.

روستایی که امامزاده در آن قرار دارد به دلیل وجود امامزاده، سید مرتضی نام گرفته است. مردم محلی بر این باورند سید مرتضی برادر امام رضا است که از عراق به ایران آمده دشمنان او را تا این منطقه تعقیب کرده و به قتل رسانده‌اند.
این امامزاده از مهمترین اماکن زیارتی شهرستان رابر محسوب می‌شود. قدمت بنای اولیه آن را متعلق به قرن ۸ق می‌دانند.
این امامزاده دارای بقعه، چپدین اتاق برای استراحت زائران است و در اطراف آن درختان بنه جود دارد.